# Rudolph Bérek
Pas d'image ? Cliquez ici

a Compétitions nationales et continentales officielles uniquement.

Rudoph Bérek, né le 22 mars 1971 à Mont-de-Marsan, est un joueur français de rugby à XV qui évolue au poste de deuxième ligne.

## Biographie
Après avoir dépassé les 400 matchs sous les couleurs du club de l'US Dax et avoir été capitaine à de nombreuses reprises, Rudolph Bérek rejoint le voisin et rival montois, club de sa ville natale, pour son dernier défi dans l'élite du rugby français.
En juin 2008, il est invité avec les Barbarians français pour jouer un match contre le Canada à Victoria. Les Baa-Baas l'emportent 17 à 7.
En 2011, après 19 ans entre les divisions professionnelles, Rudolph rejoint le rugby amateur et la Fédérale 1 en signant pour le club d'Hagetmau, en annonçant que cette année constituera la dernière année de sa carrière. Du haut de ses quarante ans, il revient sur ses dires et rejoint la saison suivante l'effectif de Biscarrosse, tout juste relégué en championnat Honneur.
Au club biscarrossais, avec deux de ses anciens coéquipiers du Stade montois, David Goletto et Simon Michaux, ils concilient rugby amateur et carrière professionnelle, afin de plus se consacrer à leur entreprise montée ensemble quelques mois plus tôt, la SARL Bémigo, spécialisée dans la rénovation de bâtiment. Après leur retraite sportive, ils sont copropriétaires d'un restaurant à Mont-de-Marsan.

## Palmarès
- Championnat de France de rugby à XV :
  - Demi-finaliste: 1994, 1996.
- Championnat de France de rugby à XV de 2e division :
  - Vice-champion: 2007.
  - Finaliste: 2006.
  - Demi-finaliste: 2004.
- Coupe d'Europe :
  - Quart de finaliste: 1997.
- Challenge européen :
  - Quart de finaliste: 1999.